# Error y enjuiciamiento
Error y enjuiciamiento (título original: Error in Judgment) es una película estadounidense de suspenso de 1999, dirigida por Scott P. Levy, escrita por Robert Winogron, musicalizada por Stan Ridgway, en la fotografía estuvo Mike Mickens y los protagonistas son Joanna Pacula, Joe Mantegna y Kate Jackson, entre otros. El filme fue producido por Libra Pictures y se estrenó el 8 de mayo de 1999.

## Sinopsis
Trata acerca de una especialista en psiquiatría que comete un error al presentar a su inestable paciente, una artista, a su lascivo esposo, un comerciante de arte.